# Jean y Pierre Troisgros

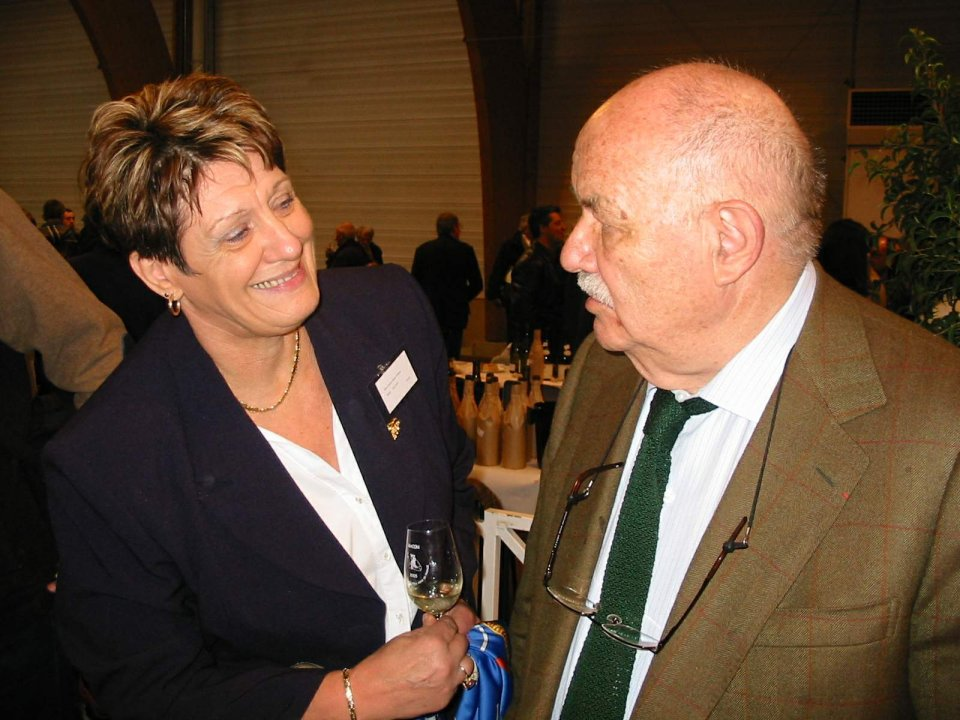
Pierre Troisgros y Madame Grappe, presidente de la Association des Oenophiles et Dégustateurs du Jura.

Jean y Pierre Troisgros son dos hermanos que forman parte de una dinastía de cocineros franceses (" Les frères Troisgros ") del Roanne (Loira). Hijos de Jan-Baptiste Troisgos. Son considerados continuadores del movimiento culinario denominado Nouvelle cuisine.

## Distinciones
- 1968 : Trois étoiles au Guide Michelin.
- 1972 : calificado como « meilleur restaurant du monde » por la Gault-Millau
- 1997 y 1998 : « Meilleure carte des vins du monde » por la magazine americana Wine Spectator
- 2000 : prix " Restauration " y " Grand Prix du Jury " de trofeos de Web a Val d'Isère por la elaboración del sitio de internet www.troisgros.fr
- 2003 : consagrado como « chef de l'année 2003 » por la guía Gault-Millau
- 19/20 en Gault-Millau.

## Alumnos Famosos
- Bernard Loiseau en aprendizaje en el año 1968 y 1971
- Marc Haeberlin en los años 1970s